# Francisco Fadul
Francisco José Fadul (nascut el 15 de desembre de 1953) és un polític de Guinea Bissau que en va ser Primer Ministre del 3 de desembre de 1998 al 19 de febrer de 2000. Va dirigir el Partit Unit Social Democràtic (PUSD), un dels principals partits polítics del país, de 2002 a 2006.

## Carrera
Fadul va ser designat com a primer ministre, al capdavant d'un govern d'unitat nacional, el 3 de desembre de 1998. Amb anterioritat havia estat conseller polític del general Ansumane Mané, que va dirigir la rebel·lió contra el president João Bernardo Vieira en la guerra civil de Guinea Bissau; Fadul també representava la junta de Mane en la Comissió Conjunta Executiva, que va ser establerta després de l'Acord de Pau d'Abuja de novembre de 1998. Poc després de ser nomenat primer ministre, Fadul, en una entrevista amb el diari portuguès Expresso, va acusar al president Vieira d'assassinar, apallissar, difamar i humiliar les principals figures polítiques, i va fer una crida per jutjar Vieira per aquests suposats delictes. També va descriure Vieira com un dictador, va afirmar que Vieira era un dels homes més rics del món i que la riquesa de Vieira gairebé coincidia amb la suma del deute extern de Guinea Bissau, afirmant que Vieira era el principal responsable del desenvolupament de l'animositat al país. Fadul, a més, va demanar el retorn de l'exili de Luís Cabral, qui havia estat deposat per Vieira en 1980. Fadul va dir el 23 de desembre que l'enfocament principal del seu govern seria fer front als problemes relacionats amb els militars i els dels veterans de guerra de la independència.
Fadul i el seu govern d'unitat, que incloïa cinc ministres i tres secretaris d'Estat escollits per Vieira i quatre ministres i quatre secretaris d'Estat escollits per la junta de Mané, Van jurar el càrrec el 20 de febrer de 2009 en presència de Vieira i Mané. L'abril del 1999, parlant en la primera reunió de l' Assemblea Popular Nacional des de la guerra, Fadul prioritzà facilitar el retorn dels refugiats a les seves llars i va dir que les eleccions es durien a terme com estava previst a finals de 1999. Va fer una gira per quatre nacions europees a finals de mes, a la recerca d'ajuda. Va arribar per primera vegada a Portugal el 19 d'abril, i mentre hi caracteritzava la policia secreta com pitjor que la policia secreta portuguesa d'Antonio de Oliveira Salazar. El portaveu de Vieira, Cipriano Cassamá, va condemnar les declaracions de Fadul com a "llenguatge agressiu deliberadament ofensiu".
Després de l'elecció de Kumba Ialá com a President en febrer de 2000, Fadul fou substituït com a primer ministre per Caetano N'Tchama. Fadul acusà posteriorment N'Tchama de corrupció, i l'octubre de 2000 N'Tchama va anunciar que tenia previst emprendre accions legals Fadul contra a causa d'aquestes acusacions.
Va ser escollit com a President del PUSD en la convenció del partit del 18 de desembre de 2002.
Al maig de 2005 Fadul va ser exclòs inicialment com a candidat a president a les eleccions presidencials de 2005 pel Tribunal Suprem a causa d'un tecnicisme. Segons el Tribunal, dues persones que signaven els documents de nominació de Fadul no havien confirmat la seva signatura. Un portaveu dels PUSD va expressar l'opinió que en realitat Fadul havia estat exclòs perquè el seu pare era libanès. La Cort va fer marxa enrere i va aprovar la candidatura de Fadul poc després, incloent-lo en la seva llista final de candidats el 18 de maig. Va concórrer com a candidat presidencial del PUSD en les eleccions de 2005 i va quedar en quart lloc amb el 2,85% dels vots.
En 2006 Fadul va demanar que Namuano Dias, membre del PUSD que formava part del govern com a ministre de Justícia, renunciés al càrrec perquè havia estat acusat de corrupció. Dias i el primer ministre Aristides Gomes ho van rebutjar, però, i Fadul va respondre deixant la direcció del PUSD i abandonant la política; També va deixar la seva posició com a assessor personal del president Vieira. Va tornar a la política l'any següent fundant d'un nou partit, el Partit per la Democràcia, el Desenvolupament i la Ciutadania (PADEC), al maig de 2007. També va desafiar el lideratge del PUSD als tribunals i va mantenir que ell era president legítim del partit. El 19 de juliol de 2007 va exigir la renúncia o destitució del govern del primer ministre Martinho Ndafa Kabi, criticant durament les seves accions, així com la dissolució de l'Assemblea Nacional Popular a la que havia de seguir noves eleccions al març de 2008. El govern es basava en un pacte acordat per tres partit, el Partit Africà per la Independència de Guinea i Cap Verd (PAIGC), el Partit de Renovació Social (PRS), i el PUSD, i Fadul va dir que el pacte era il·legítim perquè dues de les parts (el PUSD i PRS) tenien lideratges en disputa. També va dir que el govern no havia presentat el seu programa per a la seva aprovació a l'Assemblea Nacional del Poble.
Més tard, com a President del Tribunal de Comptes, el 20 de maig de 2008 va dir que planejava jutjar al Primer Ministre Kabi per difamació i injúries, dient que Kabi l'havia acusat falsament d'embutxacar-se diners. També va dir que volia que Kabi expliqués la seva afirmació que ser president del tribunal era incompatible amb ser el líder d'un partit polític. Alguns han acusat Fadul d'aprofitar-se del seu càrrec com a president del Tribunal atacant Kabi i el seu govern, mentre que ell afirma que no fa més que controlar els comptes estatals i es va queixar que alguns ministeris ignoraven els mandats del Tribunal.
Després que Fadul va criticar als militars i al primer ministre Carlos Gomes Júnior en una conferència de premsa el 30 de març de 2009, va declarar l'1 d'abril de 2009 que membres de les forces de seguretat havien arribat a casa seva durant la nit i l'havien copejat. D'acord amb Fadul, "em proferien insults i em van colpejar en repetides ocasions i em van arrossegar per terra", i "em van dir que parlo massa i sobre coses que són de la meva incumbència." Raddho, un grup defensor dels drets humans, va expressar la seva preocupació, dient que l'atac a Fadul, juntament amb un atac similar contra l'advocat Pedro Infanda, significava un "règim de terror".
Després de l'assassinat del president Vieira, Fadul va presentar-se com a candidat PADEC a les eleccions presidencials de juny de 2009. El 14 de maig de 2009, però, el Tribunal Suprem va anunciar que la seva candidatura havia estat rebutjada, juntament amb d'altres set persones. La candidatura de Fadul va ser rebutjada amb l'argument que encara era president del Tribunal de Comptes i que exercia com a advocat, cosa que el Tribunal Suprem va considerar que era legalment incompatible amb la seva candidatura presidencial.